# 農業部農業試驗所鳳山熱帶園藝試驗分所

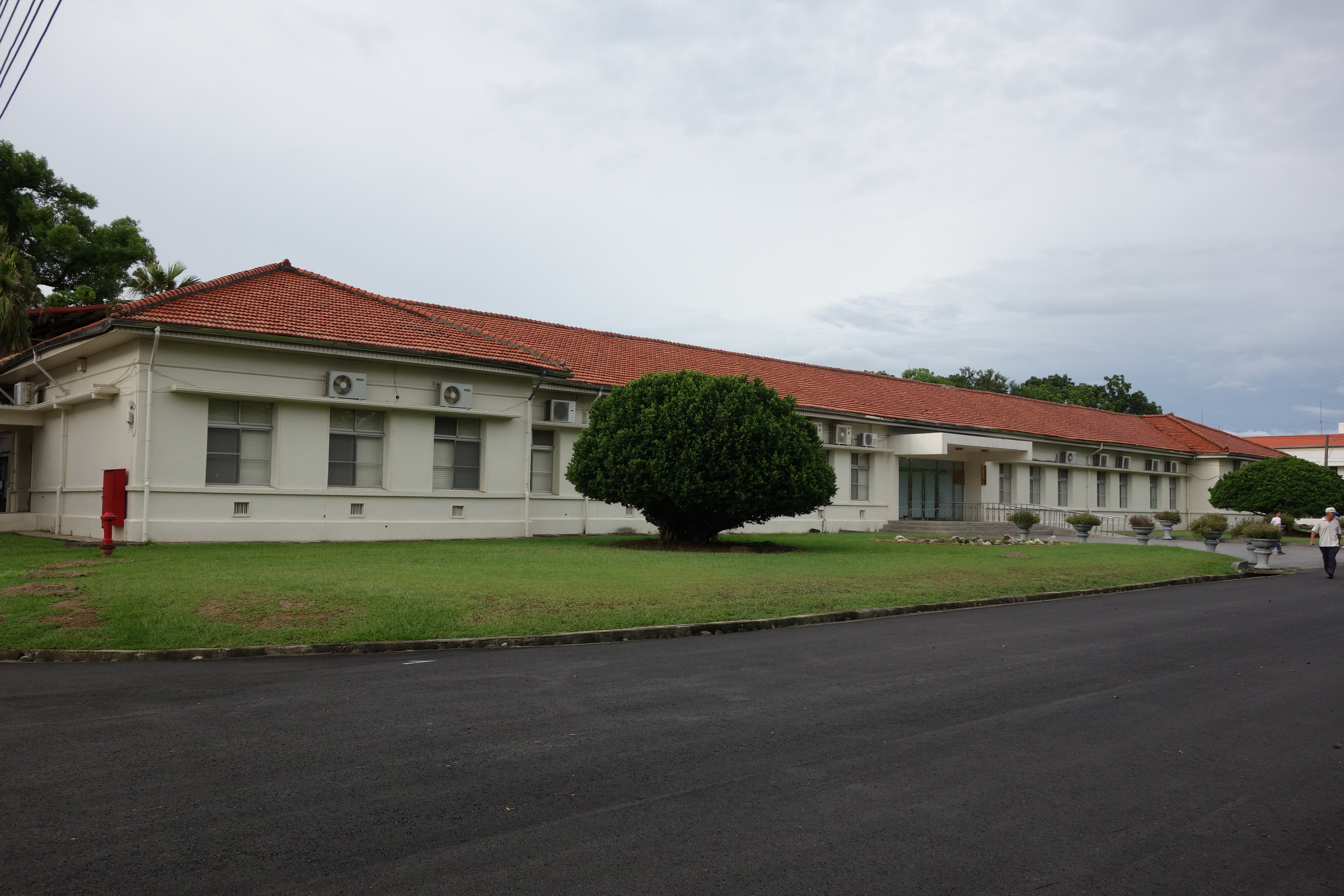
鳳山熱帶園藝試驗分所

農業部農業試驗所鳳山熱帶園藝試驗分所（簡稱農試所鳳山分所）為農業部農業試驗所所屬的試驗單位，其前身為1939年設立的台灣總督府農業試驗所鳳山熱帶園藝試驗支所。位於高雄市鳳山區之東北邊，屬於熱帶型氣候區，土地面積為55.88公頃，主要工作任務包括：熱帶果樹與蔬菜之育種、栽培、病蟲害防治、園產加工試驗等。

## 歷史
隨著台灣總督府農業試驗所在1939年4月成立，鳳山熱帶園藝試驗支所作為其支所成立於高雄州鳳山郡鳥松庄鳥松，土地由臺灣合同鳳梨株式會社捐贈提供，占地約50公頃。鳳山熱帶園藝試驗支所從事熱帶園藝作物栽培與品種改良相關的研究調查，以及熱帶產物的加工試驗。主要事業為鳳梨品種改良、鳳梨加工、以及木瓜、蕃茄等蔬果加工，和南瓜、蕃茄、西瓜、甘藍、茄子等作物的栽培試驗。
鳳山熱帶園藝試驗支所在戰後1945年10月由臺灣省行政長官公署接收，隸屬於台灣省農業試驗所，並合併1944年才成立於鳳山街的西部特用作物種苗養成所。1949年8月，鳳山熱帶園藝試驗支所改稱為分所。
1999年7月1日精省後，改為「行政院農業委員會農業試驗所鳳山熱帶園藝試驗分所」。2023年8月1日隨農委會升格農業部而更名為「農業部農業試驗所鳳山熱帶園藝試驗分所」。

## 組織架構
人員編制方面，共有職員30人，技工45人，工友 2人，合計77人。設有研究員兼分所長管理單位。
- 熱帶果樹系
- 蔬菜系
- 植物保護及園產品加工系

## 建築
鳳山熱帶園藝試驗支所廳舍由臺灣總督府官房營繕課設計，建築平面呈一字型，具洋風式建築風格，且尚保存日治時期之棟札、屏風、儲物櫃等文物。其廳舍在2016年被登錄為高雄市歷史建築。

## 外部連結
- 鳳山熱帶園藝試驗分所 （页面存档备份，存于）